# Luke Chadwick
Luke Harry Chadwick (* 18. November 1980 in Cambridge) ist ein englischer ehemaliger Fußballspieler.

## Karriere

### Verein
Chadwick erlernte das Fußball spielen in der Jugendakademie von Manchester United. Zur Saison 1999/00 sollte er in den Profikader der Premier-League-Mannschaft stoßen. Allerdings entschieden sich die Klubverantwortlichen für ein Ausleihgeschäft mit dem Nachwuchsspieler. Beim belgischen Erstligavertreter Royal Antwerpen sollte Chadwick Spielpraxis sammeln. Bei den Rot-Weißen sicherte sich der Offensivspieler einen Stammplatz und konnte in 36 Spielen sieben Treffer erzielen. Im Folgejahr kehrte er nach England zurück. Neben einigen Auftritten im League Cup und gegen schwächer einzuschätzende Erstligateams, konnte er jedoch kaum im Team von Alex Ferguson überzeugen. 2003 kam es zu einer zweiten Ausleihe. Dieses Mal sollte der FC Reading neuer Arbeitgeber werden. Nach insgesamt 16 Auftritten sollte es wieder zu den Red Devils gehen, allerdings kam es zum dritten Tausch und Manu transferierte ihn zum FC Burnley, in die Football League Championship. Dort kam Chadwick wieder zu regelmäßigen Einsätzen und zeigte gute Leistungen. Nach nur einem Jahr war das Kapitel Burnley wieder vorbei, aber auch die Zeit bei Manchester United galt als beendet.
West Ham United verpflichtete daraufhin den Mittelfeldspieler für zwei Jahre. Zwar hatte er im ersten Jahr 32 Ligaeinsätze, kam über die Rolle des Ergänzungsspieler aber nicht oft hinaus. So entschied sich West Ham ebenfalls zu einer Ausleihe und verborgte Chadwick an Stoke City. In der Winterpause der Saison 2005/06 verpflichteten ihn die Potters fest. Nach guten Auftritten erlangte er hohe Fanbeliebtheit. Trotzdem wurde der Offensivspieler im November wieder verliehen und in den Kader von Norwich City aufgenommen. Gleich in seinem ersten Pflichtspiel für die Kanarienvögel gelang Chadwick ein Tor gegen Erzfeind Ipswich Town. Noch im gleichen Spiel verletzte er sich und fiel ein halbes Jahr aus. Trotzdem entschieden sich die Klubverantwortlichen für eine Festverpflichtung und so kam es, dass er im Januar 2007 einen Zweieinhalb-Jahres-Vertrag unterzeichnete. Im März des gleichen Jahres gab er schließlich sein Debüt, konnte aber auf Grund von Fitnessdifferenzen sich nicht wieder für die Startformation empfehlen. Zum Beginn der Spielzeit wechselte Chadwick zum wiederholten Male auf Leihbasis zum Drittliga-Aufsteiger Milton Keynes Dons. Am 4. Oktober 2008 gab er sein Debüt für die Dons und wechselte zum Jahresanfang 2009 dauerhaft in die Football League One.

### Nationalmannschaft
Chadwick war U-21-Nationalspieler Englands. In 13 Partien reichte es allerdings zu keinem Torerfolg.

## Erfolge
- Weltpokalsieger mit Manchester United: 1999 (ohne Einsatz)
- englischer Meister mit Manchester United: 2001